# 蒙塔米塞
蒙塔米塞（法語：Montamisé，法語發音：[mɔ̃tamize]）是法国新阿基坦大区维埃纳省的一个市镇，位于该省中部，属于普瓦捷区和大普瓦捷城市公共社区。

## 地理
蒙塔米塞（46°37'16"N, 0°25'26"E）面积31.71 平方千米，位于法国新阿基坦大区维埃纳省，该省份为法国中西部省份，北起曼恩-卢瓦尔省和安德尔-卢瓦尔省，西接德塞夫勒省，南至夏朗德省，东南接上维埃纳省，东临安德尔省。
与蒙塔米塞接壤的市镇（或旧市镇、城区）包括：比纽、比克瑟罗勒、拉沙佩勒穆利耶尔、普瓦图地区沙斯讷伊、利尼耶、普瓦捷、圣乔治莱巴亚若。
蒙塔米塞的时区为UTC+01:00、UTC+02:00（夏令时）。

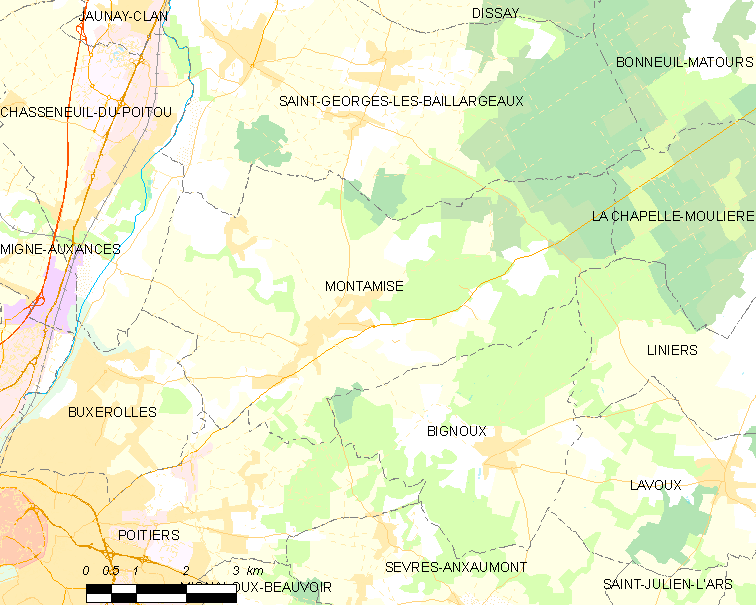
蒙塔米塞的OSM定位图

## 行政
蒙塔米塞的邮政编码为86360，INSEE市镇编码为86163。

## 政治
蒙塔米塞所属的省级选区为普瓦图地区沙斯讷伊县。

## 人口

1962-2008年间蒙塔米塞人口变化图示

蒙塔米塞于2022年1月1日时的人口数量为3710人。

## 友好城市
- 義大利 圣塞巴斯蒂亚诺达波